# وميض (اسم)
وميض هو اسم علم مذكر ومؤنث من أصل عربي، ومعناه هو اللمعان الخفيف، الرمز والإشارة.

## وصلات خارجية
- موسوعة السلطان قابوس لأسماء العرب